# Саут-Баунд-Брук

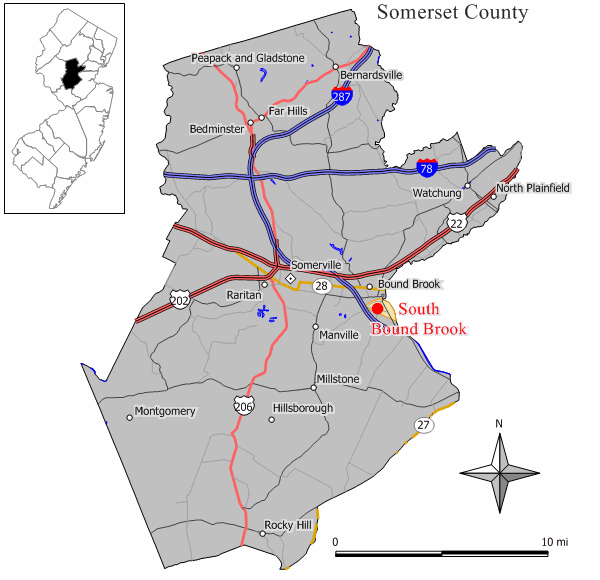

Саут-Баунд-Брук, або Са́вт-Ба́внд-Брук чи Савт Бавнд Брук (англ. South Bound Brook) — боро в США, в окрузі Сомерсеті штату Нью-Джерсі. Населення — 4863 особи (2020). Існує від 1869 року. До 1891 року мало назву Блумінґтон (англ. Bloomington).

## Географія
Саут-Баунд-Брук розташований за координатами 40°33′14″ пн. ш. 74°31′39″ зх. д. / 40.55389° пн. ш. 74.52750° зх. д.. За даними Бюро перепису населення США у 2010 році площа містечка 1,95 км², з яких 1,70 км² — суходіл та 0,25 км² — водойми.

## Демографія
Згідно з переписом 2010 року, у місті мешкали 4563 особи в 1733 домогосподарствах у складі 1119 родин. Було 1865 помешкань.
Расовий склад населення:
| - 67,2 % — білих - 10,1 % — чорних або афроамериканців - 6,1 % — азіатів - 0,1 % — корінних американців - 11,8 % — осіб інших рас |

До двох чи більше рас належали 4,6 %. Частка іспаномовних становила 27,3 % від усіх жителів.
За віковим діапазоном населення розподілялося так: 21,4 % — особи, молодші 18 років, 69,7 % — особи у віці 18—64 років, 8,9 % — особи у віці 65 років та старші. Медіана віку мешканця становила 35,6 року. На 100 осіб жіночої статі в селищі припадало 105,3 чоловіків; на 100 жінок у віці від 18 років та старших — 102,4 чоловіків також старших 18 років.
Середній дохід на одне домашнє господарство становив 83 092 долари США (медіана — 72 180), а середній дохід на одну сім'ю — 94 563 долари (медіана — 78 138). Медіана доходів становила 52 500 доларів для чоловіків та 31 978 доларів для жінок. За межею бідності перебувало 8,5 % осіб, у тому числі 10,8 % дітей у віці до 18 років та 1,8 % осіб у віці 65 років та старших.
Цивільне працевлаштоване населення становило 2498 осіб. Основні галузі зайнятості: роздрібна торгівля — 17,3 %, освіта, охорона здоров'я та соціальна допомога — 16,5 %, виробництво — 13,8 %, науковці, спеціалісти, менеджери — 12,4 %.

## Українська діаспора

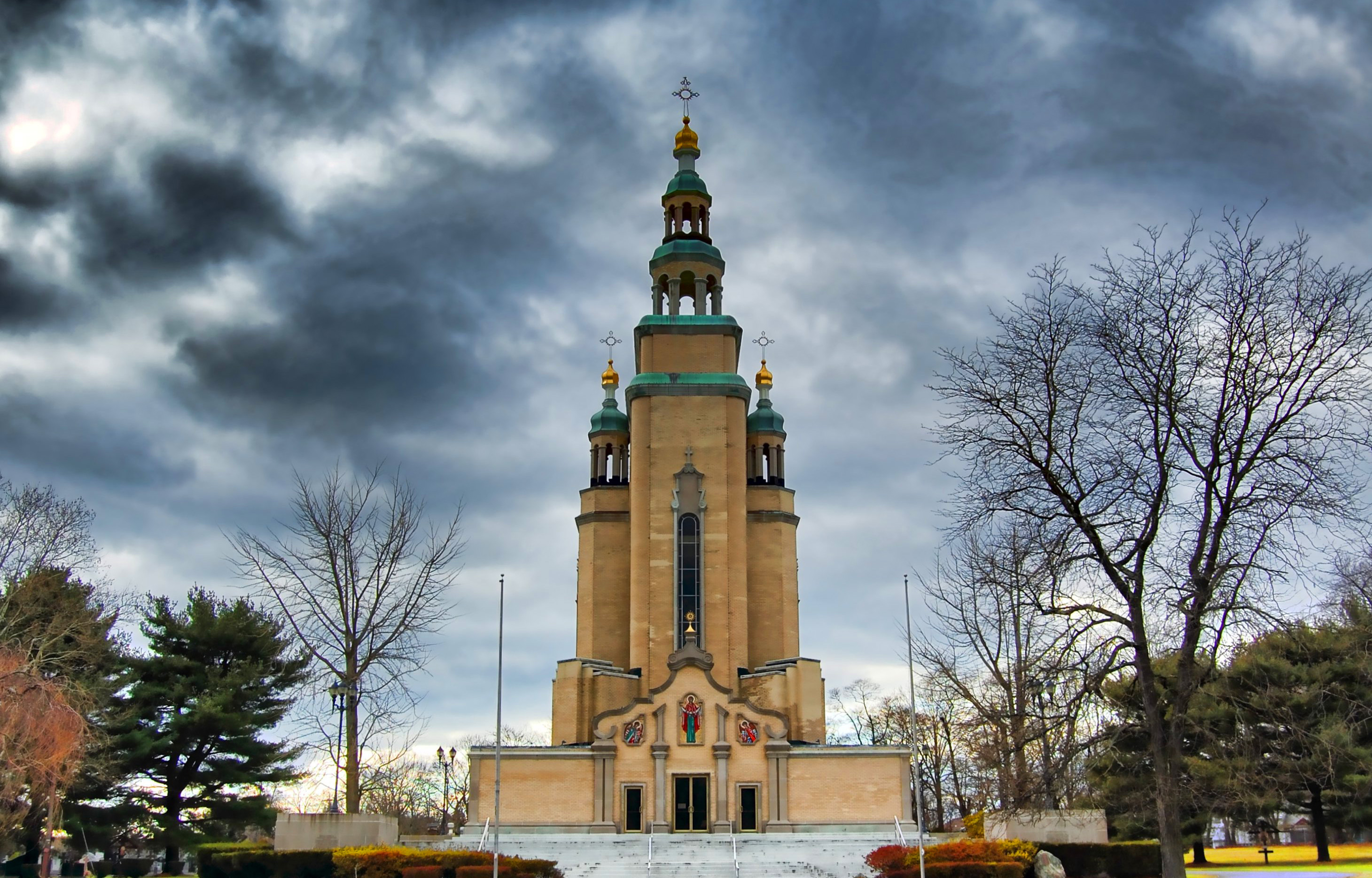
Свято-Андріївський собор (Саут-Баунд-Брук)

Для українців діаспори Саут-Баунд-Брук  має особливе значення: тут міститься духовний центр українського православ'я в Америці, своєрідний «український Єрусалим». Названий ім'ям апостола Андрія Первозваного — це не просто українські цвинтар і церква, а цілий церковно-меморіальний комплекс, яким займався до кінця життя митрополит Мстислав, ієрарх Української автокефальної православної церкви в США, — згодом Патріарх Київський і всієї України — який придбав землю під храм ще в 1950-х роках.
Церкву-монумент святого Андрія Первозванного, на пам'ять про Голодомор в Україні 30-х років, спроєктував у Саут-Баунд-Бруку архітектор із Канади Юрій Кодак, син відомого письменника Степана Васильченка. Неподалік будівлі Консисторії, Семінарія святої Софії, школа релігії й українознавства, Дім української культури, концертна зала на 1500 місць, Музей церковних святощів, бібліотека з 140 тисячами найменувань, архів і друкарня, готель для літніх людей та пам'ятники княгині Ользі і митрополитові Василю Липківському (скульптор Петро Капшученко).
У крипті храму святого Андрія Первозванного, посвяченого 1965 року, спочиває з 1993 року тіло патріарха-основоположника, а навколо собору розкинувся багатогектарний пантеон, де упокоїлися визначні українці США й інших країн.
У 2015 році встановлений пам'ятник Українським американським ветеранам (УАВ) із чорного мармуру, автор проєкту Іван Яців із Канади. На двох стелах розміщено герб США, п'ять медальйонів із символами родів військ США, символ УАВ і напис золотими літерами: «Присвячується усім українським американським чоловікам і жінкам, які служили у Збройних силах США».

### Фінанси і бізнес
В Саут-Баунд-Брук діє філія української кредитної спілки Ukrainian National Federal Credit Union.

## Пантеон Саут-Баунд-Брука
Зараз на цвинтарі понад 6 тисяч могил відомих українських діячів: політиків, державотворців, вчених, служителів церкви, письменників, художників, меценатів, музикантів. Серед них:
Релігійні діячі
- Патріарх Мстислав (Скрипник)
- Архимандрит Петро (Опаренко)

Державні діячі
- Лівицький Андрій Миколайович
- Лівицький Микола Андрійович
- Мартос Борис Миколайович — прем'єр-міністр УНР
- Паньківський Кость (6 грудня 1897 — 20 січня 1973) — політичний діяч, публіцист, адвокат, голова уряду УНР на вигнанні (1945–1948). Син Костя Федоровича Паньківського
- Самійленко Іван Матвійович (1912—2006) — останній голова уряду УНР в екзилі (1989—1992), громадський діяч, учений
- Клепачівський Костянтин Йосипович — український фінансист, організатор та Директор Державного банку УНР

Громадсько-політичні діячі:
- Бульбенко Федір Павлович
- Квітковський Денис Васильович
- Американські ветерани українського походження відзначають День пам'яті США. Містечко Саут-Баунд-Брук, штат Нью-Джерсі, 2017 р. Понеділок Микола Васильович
- Старосольський Юрій Володимирович
- Чайковський Данило Васильович
- Штуль-Жданович Олег Данилович
- Лопатинський Юрій Дем'янович
- Донцов Дмитро Іванович

Військові діячі:
- Балабас Олексій Ісакович
- Бибик Василь
- Григоренко Петро Григорович
- Дідковський Андрій Григорович
- Дяченко Петро Гаврилович
- Кедровський Володимир Іванович
- Лукащук Юрій Васильович

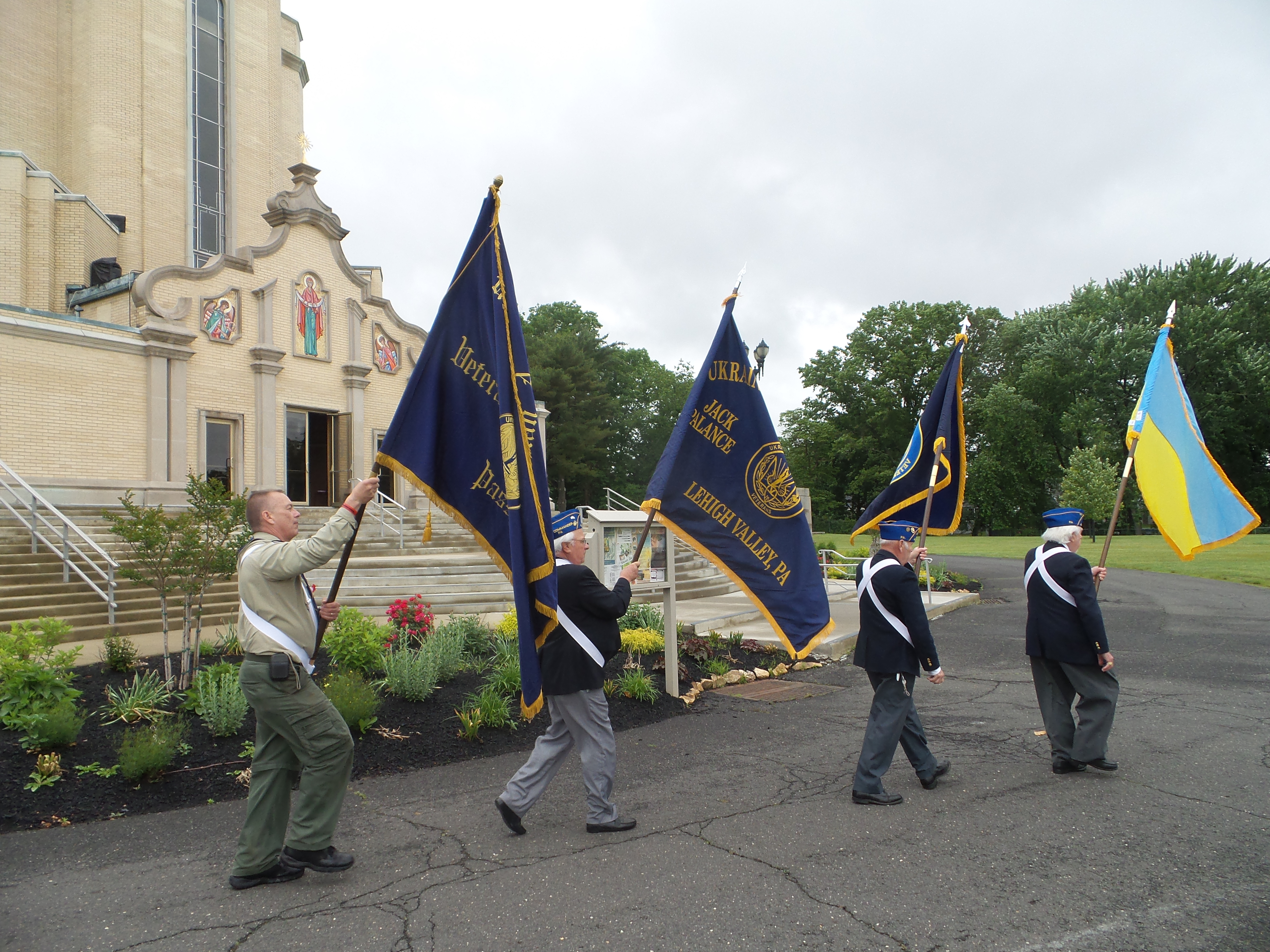
Американські ветерани українського походження відзначають День пам'яті США. Містечко Саут-Баунд-Брук, штат Нью-Джерсі, 2017 р.

- Омелянович-Павленко Іван Володимирович
- Тарас Бульба-Боровець
- Войновський Петро Олександрович

Митці
- Бутович Микола
- Гайдамака Леонід, бандурист
- Гуцалюк Любослав
- Дмитренко Михайло Сергійович
- Капшученко Петро Савич
- Китастий Григорій Трохимович, бандурист і композитор
- Кричевський Василь
- Тамарський Юрій
- Шерей Ганна, співачка
- Штокалко Зіновій, бандурист

Письменники
- Антипенко Іван Якович — драматург, прозаїк, фейлетоніст
- Гуменна Докія Кузьмівна
- Журба Галина
- Керницький Іван Степанович
- Маланюк Євген Филимонович
- Полтава Леонід Едвардович
- Тодось Осьмачка

Учені
- Дзябенко Микола Ониськович
- Нездійминога Микола Павлович, доктор медицини
- Степаненко Микола Омелянович, вчений і політичний діяч
- Трухлий Іван, професор, лицар ордена Хреста С. Петлюри,
- С. Євсейський,
- Гурський Яків Пантелеймонович, доктор філології
- Ф. Коваленко та інші.

Меценати
- Марія Фішер-Слиж (13.09.1922 — 13.02.2012)